# منتزعة الكبريت مفككة مركبات الكبريت
منتزعة الكبريت مفككة مركبات الكبريت (الاسم العلمي: Desulfovibrio sulfodismutans) هي نوع من البكتيريا، سلبية الغرام، تتبع جنس منتزعة الكبريت.